# Глютеопластика
Глютеопластика — пластична операція з корекції розміру і форми сідниці за допомогою вживлення спеціальних імплантатів під великий м'яз сідничний або фасцію сідничного м'яза. Операція виконується як жінкам, так і чоловікам, які досягли повнолітнього віку.

## Показання
- малий об'єм сідниць та їх опущення
- атрофія тканин сідниць
- травми, деформації

## Протипоказання
- Захворювання внутрішніх органів у стадії загострення
- Захворювання кровоносної системи
- Цукровий діабет
- Ожиріння, спричинене порушенням функцій ендокринної системи
- Серцево-судинні захворювання

## Необхідні аналізи
Перед проведенням операції з корекції сідниць пацієнт здає такі аналізи:
- загальний аналіз крові
- загальний аналіз сечі
- біохімія крові
- ЕКГ
- флюорограма
- коагулограма

## Підбір імплантатів
Імплантати для сідниць — це надміцні, герметично запаяні оболонки, з гладкою або текстурованою поверхнею, заповнені силіконовим гелем або фізіологічним розчином. Розмір та форму імплантатів підбирає хірург залежно від індивідуальних особливостей будови сідниць пацієнта та його побажань.

## Проведення операції
Глютеопластика проводиться під загальною анестезією. Через невеликий розріз в області крижів імплантат розміщують в потрібне місце, як правило, під великий сідничний м'яз або під фасцію сідничного м'яза (розміщення імплантату під шкіру вкрай не рекомендується). Порожнина, в яку поміщають імплантат, не повинна виходити за межі сідничного м'яза.
Після закінчення операції рана ушивається спеціальними нитками, які самостійно розсмоктуються приблизно через тиждень після операції.

## Постопераційний період
- Після операції пацієнт перебуває у стаціонарі протягом 1-2 днів.
- Протягом 2-3 днів не можна приймати душ.
- Протягом місяця слід уникати важких фізичних навантажень (у тому числі активного заняття спортом).
- Протягом 2-3 місяців потрібно носити спеціальну компресійну білизну.